# 하랄 1세 (노르웨이)
하랄 1세(노르웨이어: Harald I) 또는 하랄드 하르파그리(고대 노르드어: Haraldr hárfagri, 노르웨이어: Harald Hårfagre 하랄 호르파그레[*], 850년경 ~ 932년경)는 노르웨이의 건국자이자 초대 국왕(재위: 872년 ~ 930년)으로 알려져 있다. '하르파그리'는 '아름다운 머리카락'이라는 뜻으로 미발왕 하랄(Harald Fairhair)라고 의역하기도 한다.
노르웨이 전역의 통치권을 주장한 최초의 왕이었으나 그가 전국을 실질적으로 지배했는지에 대해서는 의문이 많다. 노르웨이는 통일국가 형성이 늦어 당시 여러 개의 소규모 왕국들이 할거하고 있었는데, 그의 아버지인 할프단 스바르티는 이들 중 주로 노르웨이의 동남부 지역에 흩어진 몇 개의 왕국들을 정복과 상속을 통해 지배하게 되었다. 860년 검은 할프단이 죽은 후 그 땅을 물려받은 하랄은 나머지 왕국들을 모두 정복하여 노르웨이의 시조가 되었다고 한다.
전하는 바에 의하면 하랄은 이웃하는 왕의 딸인 귀다(Gyda)에게 청혼을 하였는데 그는 그가 노르웨이 전역의 왕이 되기 전까지는 혼인을 거절하겠다고 답했다. 그리하여 하랄은 노르웨이를 통일한 왕이 될 때까지는 머리카락을 자르지도, 빗지도 않을 것이라는 맹세를 하고 십년 만에 정복 사업을 완수하였다고 한다. 그래서 그 이전까지는 '봉발(蓬髮)의 하랄'이라 불렸으며 정복을 마친 후에 '미발(美髮)의 하랄'이라는 현 별명을 얻었다고 하는데 이 이야기가 사실인가에 대해서는 의문이 많다. '미발'이란 별명은 단순히 그가 금발이라는 뜻이었을 수도 있다.
중세 사가들에 따르면 하랄은 866년에 노르웨이의 소규모 왕국들에 대한 정복 전쟁을 시작하여 872년 스타방에르 근교의 하프르스피오르(Hafrsfjord) 해전을 통해 거의 전국을 통일하였다고 한다. 그러나 그의 당시 나이와 잘 들어맞지 않아 실제로는 약 10년 후의 일로 추정된다.
하랄의 노르웨이 통일 이후 그의 정적들은 노르웨이를 떠나 발견된 지 얼마 안 된 아이슬란드를 비롯하여 스코틀랜드 인근의 오크니 제도, 셰틀랜드 제도, 헤브라디스 제도, 페로 제도 등지로 떠나고 하랄의 통치, 특히 토지세 징수에 불만을 품은 많은 노르웨이인들도 이에 가세했다. 이들은 본국에 위협이 되었기 때문에 하랄은 스코틀랜드와 인근 섬들에서 바이킹 세력을 제거하기 위한 원정을 감행했다. 그로 인해 스코틀랜드 인근 섬들은 노르웨이령이 되고 많은 이들이 아이슬란드로 떠나갔다. 이는 아이슬란드 정착을 촉진시키는 계기가 되었다.
그의 재위 말기는 그의 아들들 사이의 분쟁으로 얼룩졌다. 말년에는 가장 아끼는 아들인 피의 도끼의 에이리크(Eirik Blodøks)에게 왕위를 물려줄 생각으로 통치권을 넘겨준 뒤 930년 삶을 마쳤다.
| 전임 신설 | 제1대 노르웨이 국왕 872년경 ~ 930년 | 후임 에이리크 1세 |